# Saab B3
Le Saab B3 est un bombardier bimoteur à hélice Ju 86K fabriqué sous licence par le constructeur aéronautique Saab à partir de 1938 à 16 exemplaires.
Pour asseoir sa neutralité politique, la Suède décida en 1937 de s'équiper avec du matériel à la fois allemand et nord-américain. Ainsi, en plus des Ju 86K de l'Allemand Junkers, Saab construisit sous licence des Northrop 8A désignés « B 5 » et des North American NA-16-4M désignés « Sk 14 ».
Les forces aériennes suédoises reçurent d'abord trois Ju 86K1, livrés avec des moteurs Jumo 205C (Diesel) et des moteurs Pratt & Whitney Hornet et quarante Ju 86 classiques baptisés « B 3A » et « B 3B ». Puis la Suède commanda vingt-cinq Ju 86K13, dont seize seulement furent construits sous licence par Saab pour la cellule et Nohab (Nydqvist och Holm Aktiebolaget) pour les moteurs, à Trollhättan, sous la désignation « B 3C » ; les ingénieurs suédois les équipèrent par la suite de moteurs Bristol Mercury dans le cadre de la coopération technique avec la Grande-Bretagne. Avec la Seconde Guerre mondiale la coopération technique germano-suédoise devint difficile. Ils resteront en service jusqu'en 1958.

## Versions[2]
- B 3A : concerne les trente-cinq Ju 86K4 livrés par l'Allemagne.
- B 3B : concerne les deux Ju 86K5 construits en Allemagne, animés par des moteurs Bristol Mercury XII de 880 ch (647 kW).
- B 3C : équipé de moteurs Bristol Mercury XXIV de 980 ch (720 kW), concerne les Ju 86K13 construits sous licence en neuf exemplaires.
- B 3C-2 : il s'agit de quinze B 3A et B 3B d'origine rééquipés avec des moteurs Bristol Mercury au standard B3C.
- B 3D : motorisé par des Bristol Mercury XIX de 905 ch (665 kW) assemblés par les Polonais, construit en sept exemplaires sous licence. Toutes les versions précédentes furent également mises au standard B3D.
- Tp 9 : un seul et unique exemplaire de Ju 86Z7, destiné à des missions de transport.

### Ordre de désignation
B 3 - B 5 - Saab 17 - Saab 18 - Saab 21 - Saab 29 - Saab 32 - Saab 35 - Saab 37 - Saab 39